# Doda (huyện)
Huyện Doda là một huyện thuộc bang Jammu và Kashmir, Ấn Độ. Thủ phủ huyện Doda đóng ở Doda. Huyện Doda có diện tích 11691 ki lô mét vuông. Đến thời điểm năm 2001, huyện Doda có dân số 690474 người.